# Фортанете
Фортанете (ісп. Fortanete) — муніципалітет в Іспанії, у складі автономної спільноти Арагон, у провінції Теруель. Населення — 224 особи (2010).
Муніципалітет розташований на відстані близько 270 км на схід від Мадрида, 55 км на схід від міста Теруель.

## Демографія
Динаміка населення (INE ):